# 마곡중앙로
마곡중앙로(Magokjungang-ro)는 서울특별시 강서구 내발산동 수명산파크에서 마곡동 서남물재생센터까지 이르는 서울특별시도로, 총 연장은 2.130 km이다. 기점인 수명산파크를 통해 수명로와 직결되며, 종점에서는 양천로와 교차한다.

## 유래
도로의 명칭이 유래된 것은 마곡지구 중앙부를 남과 북으로 연결하는 도로에서 따왔다.

## 역사
- 2014년 4월 3일 : 도로명으로 마곡중앙로를 고시

## 주요 경유지
- 강서구
  - 내발산동 - 외발산동 - 마곡동

## 접촉하는 도로
- 수명로 (직결)
- 마곡중앙1로
- 마곡중앙2로
- 마곡중앙4로
- 공항대로
- 마곡중앙6로
- 마곡중앙3로
- 마곡중앙8로
- 마곡중앙10로
- 마곡중앙5로
- 양천로

## 철도 연계역
- ● 수도권 전철 5호선 : 마곡역
- ● 서울 지하철 9호선 : 마곡나루역
- ● 인천국제공항철도 : 마곡나루역

## 주요 건물 및 시설
- 공원관리사무실 (마곡중앙로 11/내발산동 739)
- 마곡엠밸리14단지 (마곡중앙로 33/마곡동 750)
- 마곡엠밸리15단지 (마곡중앙로 36/마곡동 751)
- 문영 퀸즈파크13 (마곡중앙로 55/마곡동 798-11)
- 마곡사이언스타워2 (마곡중앙로 56/마곡동 799-5)
- 힐스테이트에코마곡역 (마곡중앙로 76/마곡동 773)
- 마곡나루역 (마곡중앙로 지하135/마곡동 373-14)
- LG아트센터 서울, LG디스커버리랩 서울 (마곡중앙로 136/마곡동 812)
- 디앤오강서사옥 (마곡중앙로 150/마곡동 766)
- 마곡나루역프라이빗타워Ⅱ (마곡중앙로 171/마곡동 757-2)
- 프라이빗타워1차 (마곡중앙로 165/마곡동 757-5)
- Genexine ProGen Bio Innovation Park (마곡중앙로 172/마곡동 762-5)
- 더넥센유니버시티 (마곡중앙로 177/마곡동 756-5)
- 롯데중앙연구소 (마곡중앙로 201/마곡동 756)
- 코엑스 마곡 르웨스트 (마곡동 767)

## 같이 보기
- 마곡서로
- 마곡동로